# C. Woermann

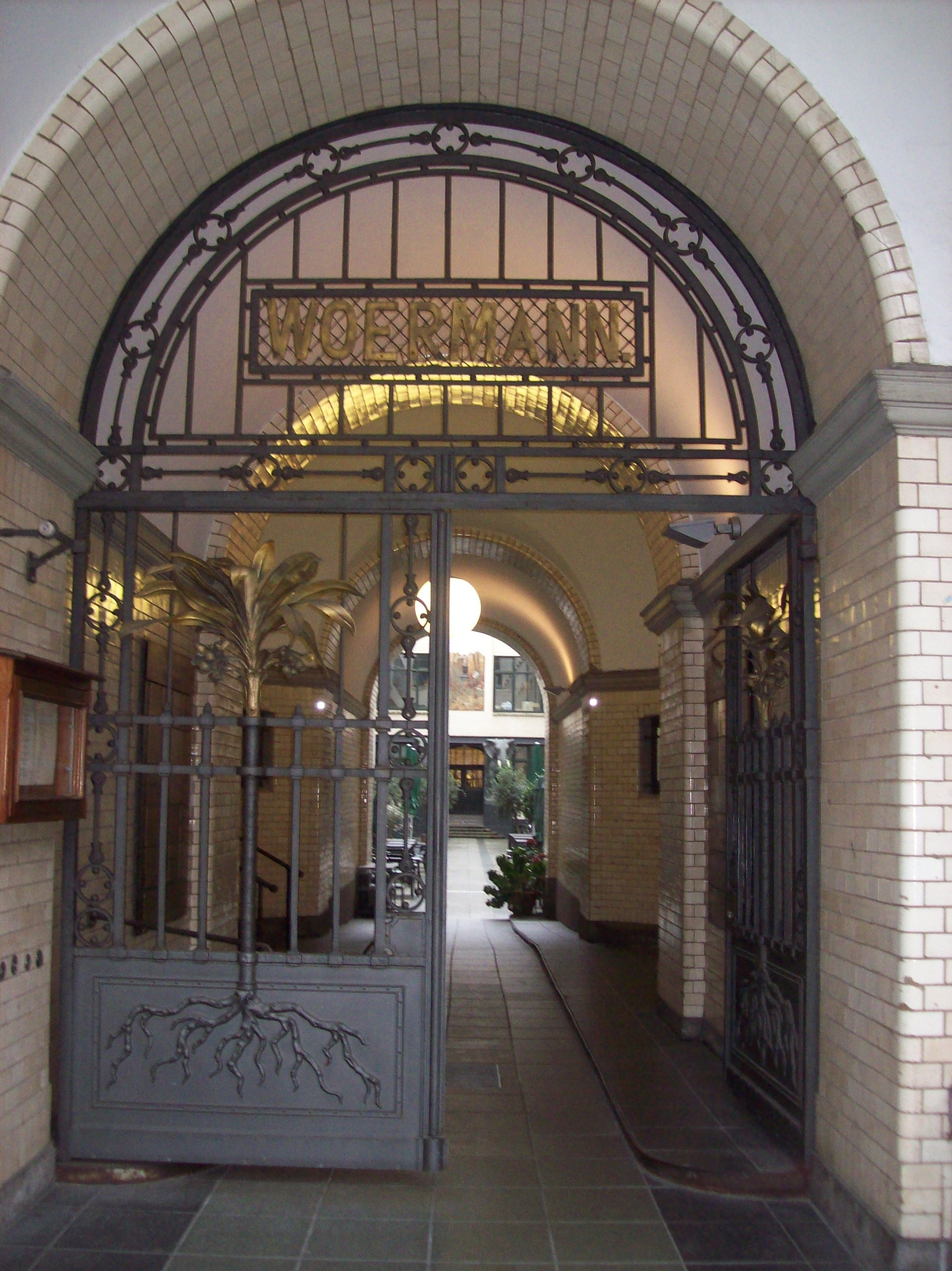
Afrikahaus in Hamburg

C. Woermann, heute C. Woermann GmbH & Co. KG, ist eine 1837 von Carl Woermann in Hamburg gegründete Reederei und Handelsunternehmen. Das Unternehmen ist seitdem mit dem Handel mit vielen Staaten Westafrikas verbunden.

## Geschichte
In den Anfangsjahren war das Unternehmen vor allem auf den Export von Leinen und Töpferwaren zu den Westindischen Inseln spezialisiert. Hierfür kamen gecharterte Schiffe zum Einsatz. Bereits zehn Jahre nach der Gründung wurde mit der Eleonore ein erstes eigenes Schiff angeschafft. 1849 wurde mit dem eigenen Schiff Therese Henriette erstmals nach Liberia gefahren. In den 1860er Jahren folgte die Gründung zahlreicher Niederlassungen in Westafrika, darunter in Gabun. 1874 stieg Adolph Woermann, der später mit der Woermann-Linie zum größten Reeder weltweit aufstieg, als Anteilseigner ins Unternehmen ein. Bereits um 1880 besaß das Unternehmen 24 der 48 Faktoreien an der westafrikanischen Küste.
1880 wurde das erste Dampfschiff, die Aline Woermann, in Auftrag gegeben und wenig später ein Liniendienst nach Westafrika etabliert. Mit der Gründung der Afrikanischen Dampfschifffahrts-Actiengesellschaft, Woermann-Linie wurde das Reedereigeschäft von C. Woermann 1885 ausgegliedert. Mit Hilfe des neuen Teilhabers Eduard Woermann wurde 1890 die Deutsche Ost-Afrika Linie gegründet. Zur Jahrhundertwende wurde mit dem Bau des Afrikahauses in Hamburg begonnen, das noch heute Sitz des Unternehmens ist.
1912 wurde Kurt Woermann Anteilseigner am Unternehmen. Im Rahmen des Ersten Weltkriegs verlor C. Woermann fast alle Vermögensgegenstände und trennte sich 1914 von der Woermann- und der Ost-Afrika-Linie. Sechs Jahre später begann das Unternehmen erneut mit dem Handel. Hierzu wurde das Geschäft für das südliche und östliche Afrika von C. Woermann, nun als Woermann & Brock, getrennt. Ab dann erfolgte die erneute Gründung zahlreicher Zweigstellen in Westafrika.
Im Rahmen des Zweiten Weltkriegs verlor C. Woermann erneut einen Großteil seines Vermögens. 1951 trat Heinrich Woermann ins Unternehmen ein. Er setzte sich für den ausschließlichen Handel mit Ghana und Nigeria, sowie ab 2005 mit Angola, ein. Bis Mitte der 1960er Jahre wurde eine Wandlung des Unternehmens zu einem technischen Dienstleister abgeschlossen. 1964 trat mit Volker Kuppe erstmals ein externer Teilhaber dem Unternehmen bei. Er gab seine Anteile 2003 an Axel Kuppe weiter. Ende der 1970er Jahre wurde Detlev Woermann Mitinhaber von C. Woermann. 2011 wurde Rasmus Woermann Partner von Kuppe.
Die Eigentümer des Unternehmens betrachten die eigene Familien- und Unternehmensgeschichte zur Kolonialzeit kritisch.